# (55637) 2002 UX25
(55637) 2002 UX25 è un oggetto transnettuniano di notevoli dimensioni, simile a 2002 TX300 e Varuna, che orbita attorno al Sole ad una distanza media di 42,524 unità astronomiche.  Non ha ancora un nome proprio, ed è noto tramite la sua designazione provvisoria. All'inizio del nome si trova il numero progressivo che ha ricevuto nell'elenco generale degli asteroidi. È candidato a essere considerato in futuro un pianeta nano.
Il suo periodo di rotazione, misurato in base alle poche misure disponibili relativamente alle variazioni periodiche di luminosità, è stimato in 14,382 ore.

## Superficie
(55637) 2002 UX25 appare caratterizzato da una colorazione più rossa di quella di Varuna, a differenza di 2002 TX300, cui pure assomiglia molto per dimensioni e parametri orbitali.

## Satelliti naturali
(55637) 2002 UX25 presenta quasi certamente un satellite naturale, la cui orbita non è ancora stata determinata, e che quindi non è ancora riconosciuto ufficialmente dall'Unione Astronomica Internazionale .